# Richland (hrabstwo Rusk)
Richland – miasto w Stanach Zjednoczonych, w stanie Wisconsin, w hrabstwie Rusk.